# Claude Juste Alexandre Legrand
Claude Juste Alexandre Louis Legrand (23 de febrero de 1762, Le Plessier-sur-Saint-Just, Oise – 9 de enero de 1815, París) fue un general francés que destacó como comandante de divisiones francesas en distintas batallas de la Revolución francesa y las Guerras napoleónicas. Por sus hazañas, fue nombrado conde del Imperio en 1808 por Napoleón. Posteriormente fue ascendido a senador el 5 de abril de 1813, luego a Pair de France el 4 de junio de 1814 y a caballero de Saint-Louis el 27 de junio de 1814.

## Trayectoria de vida

### Revolución francesa y Primera república
La carrera militar de Legrand comenzó en 1777, cuando apenas tenía 15 años. Durante la Revolución francesa ascendió rápidamente de rango a teniente coronel. En 1793, fue ascendido a general de brigada y peleó en la Batalla de Fleurus (1794). Peleando en el Ejército del Danubio, participó en la Batalla de Ostrach (1799) y la Batalla de Stockach (1799), destacando como un brillante estratega militar. Obtuvo el rango de general de división en 1800 y peleó bajo el mando del general Jean Victor en la Batalla de Hohenlinden.

### Imperio francés
Sirviendo bajo Napoleón I, comandó una división en el IV Cuerpo del mariscal Jean-de-Dieu Soult durante la campaña de 1805. Su división exitosamente repelió los ataques de la coalición austro-rusa durante la Batalla de Austerlitz, permitiendo así que dos otras divisiones del IV Cuerpo penetraran la línea rusa.
Aún bajo el mando de Soult, Legrand peleó en las batallas de Jena y Eylau, en 1806 y 1807 respectivamente. Durante la ofensiva de 1809, dirigió otra división bajo el mariscal André Masséna en la Batalla de Ebelsberg, Aspern-Essling y Wagram. Durante la Invasión napoleónica de Rusia, peleó en el II Cuerpo del mariscal Nicolas Oudinot. Fue herido gravemente durante el cruce del Rio berézina en la batalla del mismo nombre, sobreviviendo milagrosamente la retirada del ejército francés en condiciones de invierno extremas.

### Últimos años y muerte
Tras su regreso a Francia, Legrand orquestró la defensa de Chalon-sur-Saône en 1814 y ocupó diversos cargos menores en el ejército francés. Legrand murió el 9 de enero de 1815 en París, de complicaciones relacionadas con las heridas sufridas en Berézina que nunca sanaron por completo.